# Microctenopoma
Genre
Microctenopoma est un genre de poissons africains d'eau douce  de la famille des Anabantidae qui comporte douze espèces.

## Étymologie
Le nom de genre Microctenopoma, littéralement "petit Ctenopoma", vient du grec miknos (petit) ; ctenopoma venant du grec ktenos (crête) et poma (opercule), pour désigner les (petites) écailles épineuses existant au niveau des opercules permettant aux couples de agripper en période de reproduction.

## Description
Les poissons du genre Anabas mesurent de 3,6 à 4,5 cm selon les espèces.

## Liste des espèces
- Microctenopoma ansorgii (Boulenger, 1912)
- Microctenopoma congicum (Boulanger, 1887)
- Microctenopoma damasi (Poll et Damas, 1939)
- Microctenopoma fasciolatum (Boulenger, 1899)
- Microctenopoma intermedium (Pellegrin, 1920)
- Microctenopoma lineatum (Nichols, 1923)
- Microctenopoma milleri (Norris et Douglas, 1991)
- Microctenopoma nanum (Günther, 1896)
- Microctenopoma nigricans (Norris, 1995)
- Microctenopoma ocellifer (Nichols, 1928)
- Microctenopoma pekkolai (Rendahl, 1935)
- Microctenopoma uelense (Norris et Douglas, 1995)